# 베라보 ~쓰타주 영화의 꿈 이야기~
《베라보 ~쓰타주 영화의 꿈 이야기~》(일본어: べらぼう〜蔦重栄華乃夢噺〜 베라보 츠타주에이가노유메바나시[*])는 2024년 1월 5일부터 방송중인 NHK의 64번째 대하드라마이다. 호레키부터 덴포에 이르기까지 도쿠가와 이에하루부터 도쿠가와 이에나리까지의 치세기 막부와 에도를 배경으로 한 작품으로 주인공 츠타주(일명 츠타야 주자부로)의 파란만장한 삶을 묘사하였다.

## 등장인물

### 경서당
츠타야 주자부로 - 요코하마 류세이